# Filippino Lippi
Filippo Lippi (Prato c. 1457-Florencia abril 1504), llamado Filippino Lippi para distinguirlo de su padre, fue un pintor cuatrocentista italiano.

## Biografía
Nació en Prato (Toscana), fruto de la relación del pintor Fra Filippo Lippi con la novicia Lucrezia Buti. Filippino decidió seguir los pasos de su padre, formándose a su lado. Se mudaron a Spoleto, donde Filippino trabajó en las obras de construcción de la Catedral de Spoleto. A la muerte de su padre en 1469, Filippino completó los frescos con la Storie della Vergine (Historias de la Virgen) en la catedral. Completó su aprendizaje en el taller de Botticelli, quien había sido a su vez alumno del padre de Filippino. En 1472, Botticelli también lo adoptó como compañero en la Compagnia di San Luca.
Sus primeros trabajos se parecen en gran medida a los de Botticelli, pero con menor sensibilidad y sutileza. Los primeros de ellos (que datan de 1475 en adelante) fueron atribuidos a un anónimo "Amico di Sandro" ("Amigo de Botticelli"). Finalmente, el estilo de Lippi evolucionó hacia trazos más personales y efectivos durante los años 1480-1485. Los trabajos de su primer periodo incluyen las Madonnas de Berlín, Londres y Washington, los Viajes de Tobias de la Galería Sabauda en Turín, Italia, la Madonna del Mar de la Galleria dell'Accademia y las Historias de Ester.
Lippi trabajó conjuntamente con Perugino, Ghirlandaio y Botticelli, en los frescos decorativos de la vila de Lorenzo de Médici en Spedaletto. El 31 de diciembre de 1482 se le hizo el encargo de un muro en la Sala dell'Udienza en el Palazzo Vecchio de Florencia (trabajo que nunca empezó). Poco después (probablemente en 1483-1484) se le encargó finalizar la decoración de la Brancacci en la iglesia de Santa Maria del Carmine en Florencia, cuyo autor, Masaccio no había podido completar al verse sorprendido por la muerte en 1428. Aquí pintó las Historias de San Pedro en los siguientes frescos: Discusión con Simón Magus ante Nerón, Resurrección del hijo de Teófilo, Encarcelamiento de San Pedro, Liberación y Crucificción de San Pedro.
Su trabajo en la Sala degli Otto di Pratica, en el Palazzo Vecchio, empezaron el 20 de febrero de 1486, y actualmente se encuentran en la Galeria degli Uffizi. Durante esos años, Piero di Francesco del Pugliese le encargó pintar el retablo con la Aparición de la Virgen a San Bernardo, en la actualidad en la Badia Fiorentina, Florencia. Se trata de la obra más popular de Lippi: una composición con elementos no reales, con figuras particularmente alargadas, rodeadas al fondo por un escenario fantasmagórico de rocas y troncos antropomórficos. La obra fue realizada durante 1480-1486.
Finalmente, trabajó para Tanai de' Nerli en la Iglesia del Santo Espíritu.

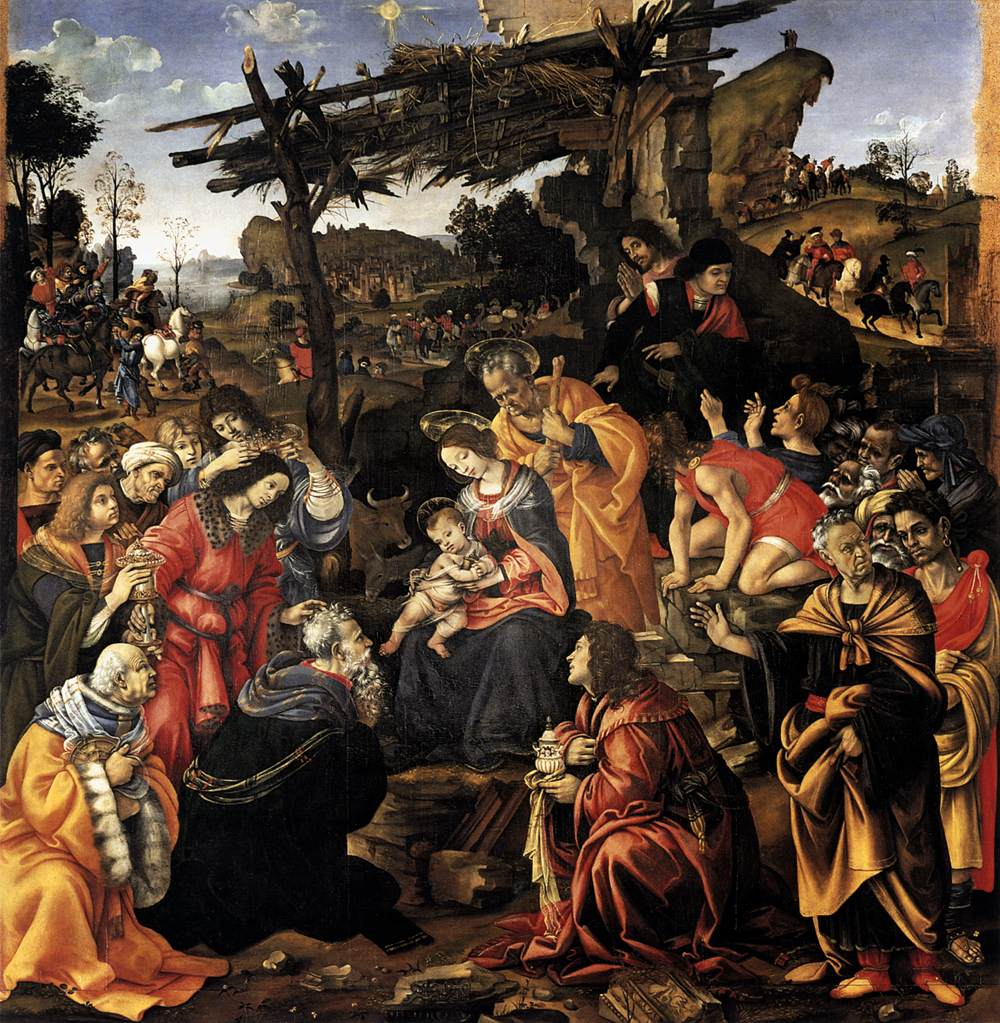
Adoración de los Magos (1496)
Galeria degli Uffizi, Florencia.

El 21 de abril de 1487, Filippo Strozzi le encargó la decoración de la capilla familiar en Santa Maria Novella con las Historias de San Juan Evangelista y San Felipe. Trabajó en esta obra intermitentemente, finalizándola en 1503, una vez su cliente ya había fallecido. Las ventanas con temas musicales, también diseñadas por Filippino, se completaron durante los meses de junio y julio de 1503. En estas composiciones se ve reflejada la crisis política y religiosa que sufría Florencia durante esa época: el tema del fresco, el choque entre la cristiandad y paganismo era el tema de debate favorito de la Florencia de Girolamo Savonarola.
Filippino situaba a sus personajes en un entorno que recreaba el mundo antiguo hasta el más mínimo detalle, mostrando la influencia del estilo Grottesco que había captado en su viaje a Roma. De este modo, creó un estilo "animado", misterioso, fantástico, pero también inquietante, disfrazando la irrealidad en pesadilla. Lippi retrató con esta técnica, verdugos despiadados con rostros deformadamente sombríos, encolerizados contra los santos. En la escena San Felipe expulsando un monstruo del templo, la estatua del dios pagano es una figura viviente que parece desafiar al santo cristiano.
En 1488 Lippi se trasladó a Roma, recomendado por Lorenzo de Médici al cardenal Oliviero Carafa para decorar la capilla familiar de Santa Maria sopra Minerva. Estos frescos muestran una nueva fuente de inspiración, muy diferente de sus trabajos anteriores, pero confirman su continua búsqueda en los temas del mundo antiguo. Lippi completó el ciclo hacia 1493.
Su vuelta a Florencia se sitúa aproximadamente entre 1491 y 1494. Las obras de este periodo incluyen: Aparición de Jesucristo a la Virgen (1493, actualmente en Múnich), Adoración de los Magos (1496, para la iglesia de San Donato en Scopeto, que puede contemplarse en la Galería Uffizi), Sacrificio de Lacoön (final de siglo, para la vila de Lorenzo de Médici en Poggio a Caiano), San Juan Bautista y Magdalena (Capilla Valori en San Procolo, Florencia], inspirada de algún modo por el arte de Luca Signorelli). También trabajó fuera de su país natal, en Pavia y en Prato, donde en 1503 completó la Tabernáculo de la canción de Navidad, actualmente en el museo de la ciudad. En 1501 Lippi pintó las Bodas místicas de Santa Catalina para la Basílica de San Domenico en Bolonia.

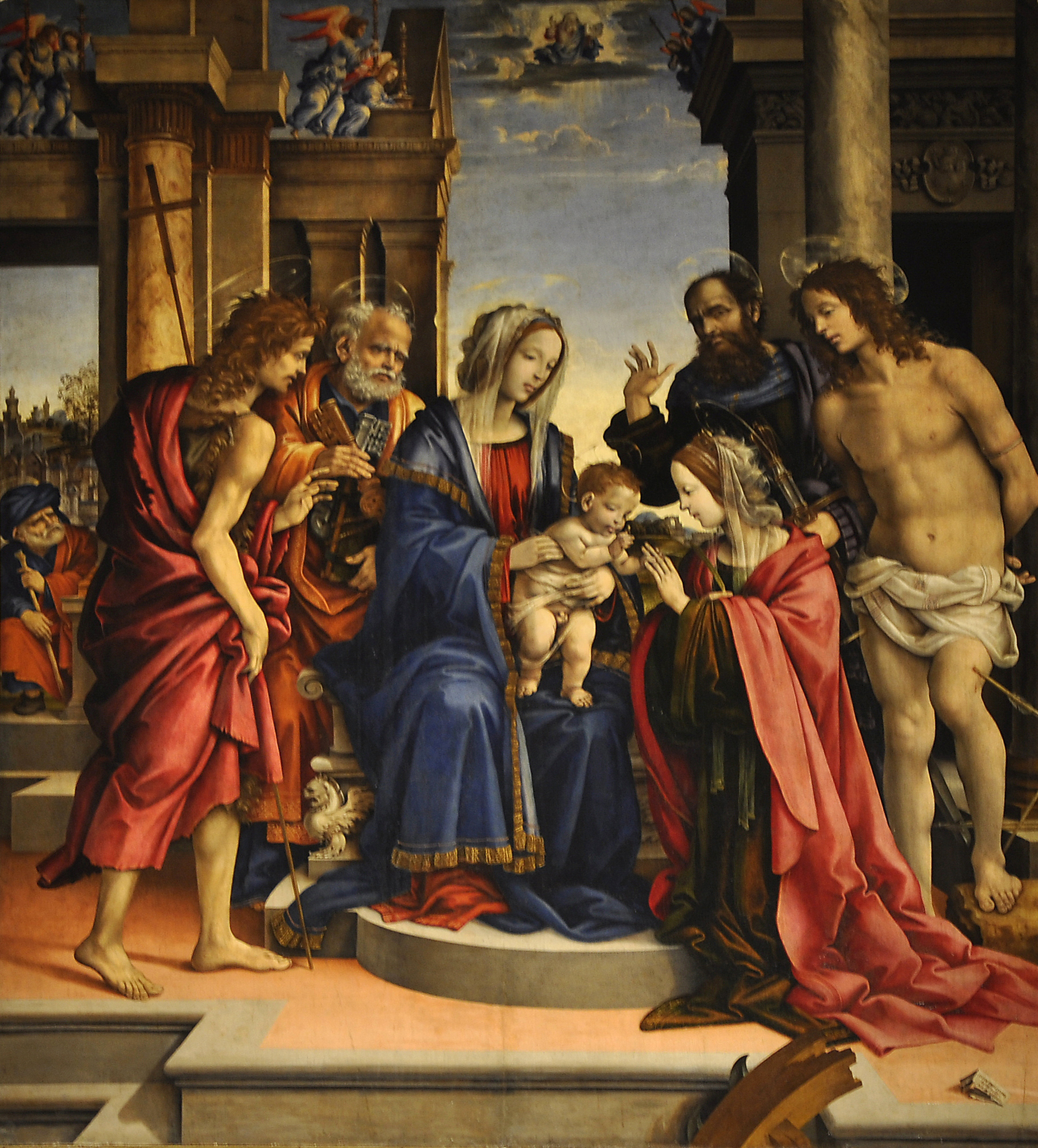
Desposorios místicos de Santa Catalina de Alejandría.

Su última obra es la Deposición para la iglesia de la Santissima Annunziata en Florencia, que dejó inacabada al fallecer en abril de 1504.
Lippi era tan célebre y conocido que todos los talleres de la ciudad cerraron el día de su funeral.

## Obras más importantes
- Capilla Carafa.
- Anunciación (1472), témpera sobre tabla, 175 x 181 cm., Florencia, Galleria dell'Accademia.
- Coronación de la Virgen (c. 1475), témpera sobre tabla, 90,2 x 222,3 cm., Washington, National Gallery of Art
- Madona del Mar (c. 1477), (también attr. a Botticelli), óleo sobre lienzo, 60,5 x 49,5 cm., Florencia, Galleria dell'Accademia.
- Virgen con Niño, San Antonio de Pádua y un fraile (c. 1480), témpera sobre tabla de roble, 57 x 41,5 cm., Budapest, Museo de Bellas Artes.
- Disputa de Simón el Mago y la crucifixión de San Pedro (1481-1482), fresco, 230 x 598 cm., Florencia, Iglesia de Santa Maria del Carmine, Capilla Brancacci.
- Resurrección del hijo de Teófilo y San Pedro entronizado (1481-1482), fresco, 230 x 598 cm., Florencia, Iglesia de Santa Maria del Carmine, Capilla Brancacci.
- San Pedro en la cárcel visitado por San Pablo (1481-1482), fresco, 230 x 88 cm., Florencia, Iglesia de Santa María del Carmine, Capilla Brancacci.
- Liberación de San Pedro de la cárcel (1481-1482), fresco, 230 x 88 cm., Florencia, Iglesia de Santa María del Carmine, Capilla Brancacci.
- La visión de san Bernardo (1482-1486), óleo sobre lienzo, 210 x 195 cm., Florencia, Iglesia de Badia.
- Retablo Magrini (c. 1483), témpera sobre tabla, Lucca, Iglesia de San Michele en Foro.
- Adoración del Niño (c. 1483), óleo sobre tabla de roble, 96 x 71 cm., Florencia, Galeria Uffizi.
- Retrato de hombre anciano (c. 1485), fresco, 47 x 38 cm., Florencia, Galería Uffizi.
- Autorretrato, fresco, 50 x 31 cm., Florencia, Galería Uffizi.
- Retrato de joven (c. 1485), óleo sobre tabla de roble, 51 x 35,5 cm., Washington, National Gallery of Art.
- Retrato de joven con gorra roja (c. 1485), óleo sobre tabla, 53 x 35 cm., Florencia, Galería Uffizi.
- Tres arcángeles y Tobías, (c. 1485), témpera sobre lienzo, 100 x 127 cm., Turín, Galería Saboya.
- Centauro herido (c. 1485-1490),  técnica mixta sobre tabla, 77,5 x 68,5 cm., Oxford, Christ Church Picture Gallery.
- Retablo de los Ocho (1486), témpera sobre tabla de roble, 355 x 255 cm., Florencia, Galería Uffizi.
- Capilla Carafa (1489-1491), frescos, Roma, Basílica de Santa María sopra Minerva.
- San Jerónimo (c. 1490), óleo sobre tabla de roble, 136 x 71 cm., Florencia, Galería Uffizi.
- Retablo Nerli (c. 1493-1496), óleo sobre tabla, Florencia, Basílica del Santo Spirito.
- Aparición de Cristo a la Virgen  (c. 1493), óleo sobre tabla, 156,1 x146, 7 cm., Munich, Alte Pinakothek.
- Adoración de los Magos (1496), óleo sobre tabla, 258 x 243 cm., Florencia, Galería Uffizi.
- Alegoría (c. 1498), óleo sobre tabla de roble, 30 x 23 cm., Florencia, Galería Uffizi.
- Crucifixión entre María y San Francisco (1500), tabla, 186 x 179 cm., Berlín, Staatliche Museen, destruido.
- San Juan Bautista (c. 1500), óleo sobre lienzo, 133 x 38 cm., Florencia, Galleria dell'Accademia.
- María Magdalena (c. 1500), óleo sobre lienzo, 133 x 38 cm., Florencia, Galleria dell'Accademia.
- Alegoría de la música o Erato (c. 1500), témpera sobre tabla, 61 x 51 cm., Berlín, Staatliche Museen.
- Crucifixión (c. 1501), témpera sobre tabla, 31,2 x 23,4 cm., Prato, Museo cívico.
- Matrimonio místico de Santa Catalina de Alejandría (1501), óleo sobre tabla, Bolonia, Basílica de San Domenico.
- Retablo de Francesco Lomellini (1502-1503), óleo sobre tabla, 393 x 185 cm., Génova, Palazzo Bianco.
- La Virgen y el Niño con el pequeño san Juan Bautista, y unos ángeles que dan vueltas por encima (1502-1503), óleo sobre tabla, 71.9 cm × 49 cm., Museo Soumaya, Ciudad de México.
- Descendimiento de la cruz (1504), óleo sobre tabla, 333 x 218 cm., Florencia, Galleria dell'Accademia.